# Struizendam
Struizendam est une ville du Botswana.